# Brillon-en-Barrois
Brillon-en-Barrois és un municipi francès situat al departament del Mosa i a la regió del Gran Est. L'any 2007 tenia 593 habitants.

## Demografia

### Població
El 2007 la població de fet de Brillon-en-Barrois era de 593 persones. Hi havia 225 famílies, de les quals 44 eren unipersonals (12 homes vivint sols i 32 dones vivint soles), 89 parelles sense fills, 76 parelles amb fills i 16 famílies monoparentals amb fills.
La població ha evolucionat segons el següent gràfic:
Habitants censats

### Habitatges
El 2007 hi havia 266 habitatges, 241 eren l'habitatge principal de la família, 5 eren segones residències i 20 estaven desocupats. 248 eren cases i 18 eren apartaments. Dels 241 habitatges principals, 200 estaven ocupats pels seus propietaris, 34 estaven llogats i ocupats pels llogaters i 6 estaven cedits a títol gratuït; 4 tenien dues cambres, 22 en tenien tres, 64 en tenien quatre i 150 en tenien cinc o més. 197 habitatges disposaven pel capbaix d'una plaça de pàrquing. A 91 habitatges hi havia un automòbil i a 130 n'hi havia dos o més.

### Piràmide de població
La piràmide de població per edats i sexe el 2009 era:
| Homes | Edats   | Dones |
| ----- | ------- | ----- |
| 0     | 95 o +  | 0     |
| 4     | 90 a 94 | 4     |
| 0     | 85 a 89 | 8     |
| 4     | 80 a 84 | 8     |
| 4     | 75 a 79 | 12    |
| 20    | 70 a 74 | 16    |
| 12    | 65 a 69 | 16    |
| 12    | 60 a 64 | 8     |
| 32    | 55 a 59 | 20    |
| 12    | 50 a 54 | 24    |
| 32    | 45 a 49 | 36    |
| 28    | 40 a 44 | 36    |
| 16    | 35 a 39 | 16    |
| 12    | 30 a 34 | 12    |
| 16    | 25 a 29 | 8     |
| 16    | 20 a 24 | 8     |
| 32    | 15 a 19 | 24    |
| 16    | 10 a 14 | 36    |
| 20    | 5 a 9   | 16    |
| 28    | 0 a 4   | 8     |

## Economia
El 2007 la població en edat de treballar era de 374 persones, 273 eren actives i 101 eren inactives. De les 273 persones actives 251 estaven ocupades (128 homes i 123 dones) i 22 estaven aturades (8 homes i 14 dones). De les 101 persones inactives 55 estaven jubilades, 24 estaven estudiant i 22 estaven classificades com a «altres inactius».

### Ingressos
El 2009 a Brillon-en-Barrois hi havia 236 unitats fiscals que integraven 610 persones, la mediana anual d'ingressos fiscals per persona era de 20.221 €.

### Activitats econòmiques
Dels 13 establiments que hi havia el 2007, 1 era d'una empresa alimentària, 4 d'empreses de construcció, 2 d'empreses de comerç i reparació d'automòbils, 1 d'una empresa financera, 1 d'una empresa immobiliària, 1 d'una empresa de serveis i 3 d'empreses classificades com a «altres activitats de serveis».
Dels 6 establiments de servei als particulars que hi havia el 2009, 1 era un paleta, 2 lampisteries, 1 electricista, 1 perruqueria i 1 saló de bellesa.
L'únic establiment comercial que hi havia el 2009 era una fleca.
L'any 2000 a Brillon-en-Barrois hi havia 17 explotacions agrícoles que ocupaven un total de 945 hectàrees.

## Equipaments sanitaris i escolars
El 2009 hi havia una escola elemental.

## Poblacions més properes
El següent diagrama mostra les poblacions més properes.